# Мастролеони (Изернија)
Мастролеони је насеље у Италији у округу Изернија, региону Молизе.
Према процени из 2011. у насељу је живело 34 становника. Насеље се налази на надморској висини од 355 м.